# Fripouillard et Cie
Pour plus de détails, voir Fiche technique et Distribution.
Fripouillard et Cie (I tartassati) est un film italo-français réalisé par Steno en 1959.

## Synopsis
Depuis que le fisc a ordonné de nouveaux impôts, tous les commerçants sont tourmentés. Seul Torquato Pezzella, un riche marchand de vêtements, ne cède pas au désespoir général. Pour échapper aux contributions, il s'est offert un conseiller fiscal, le très respectable Ettore Curto, qui n'est en réalité qu'un ignorant en la matière. Mais Pezzella a tant bien que mal réussi jusqu'ici à éviter les impositions grâce à sa chance. Jusqu'au jour où un inspecteur de la brigade polyvalente, le redoutable Fabio Topponi, décide de vérifier lui-même la comptabilité de cet individu qui s'enrichit à vue d'œil et ne déclare rien à l'État. La note est difficile à digérer ; la maison Pezzella doit plus de quinze millions aux contributions.

## Fiche technique
- Titre français : Fripouillard et Cie
- Réalisation : Steno
- Scénario : Aldo Fabrizi, Roberto Gianviti, Ruggero Maccari, Vittorio Metz, Steno
- Adaptation : Vittorio Metz, Roberto Gianviti
- Dialogue (version française) : Jean Halain, Claude Labbe
- Images : Marco Scarpelli
- Musique : Piero Piccioni (Orchestre sous la direction de l'auteur - Éditions musicales "Fimamento" Rome)
- Montage : Eraldo Da Roma, assisté de Gilbert Natot
- Son : Pierre Calvet
- Décors : Giorgio Giovanninni, Andrea A. Tomassi
- Assistant réalisateur : Mariano Laurenti
- Pellicule 35 mm, noir et blanc
- Enregistrement auditorium Simo à Boulogne-Billancourt - Western Electric
- Tirage : Laboratoire G.T.C de Joinville
- Chef de production : Mario Cecchi Gori
- Directeur de production : Pierre Laurent
- Production : C.E.I - Incom, Champs-Élysées Productions, Société Nouvelle Etablissements Gaumont (Paris) - Lambor Films, Maxima Films, Compagnia Cinematografica (Rome) (Italo-Française)
- Genre : Comédie
- Format : 35 mm, noir et blanc, son mono, rapport de forme : 1.85 : 1
- Durée : 105 minutes (version italienne) - 88 minutes (version française)
- Date de sortie : 5 août 1959
- Affiche : Clément Hurel (France)

## Distribution

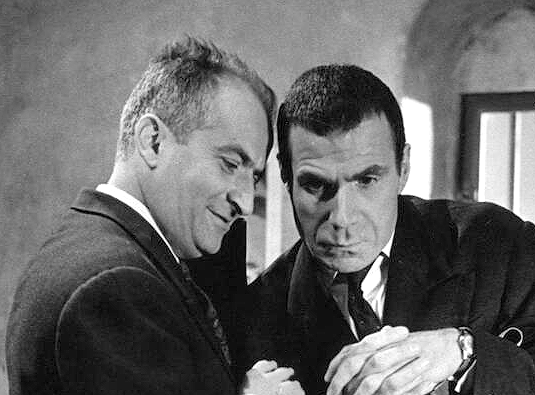
De Funes et Dufilho lors du tournage du film.

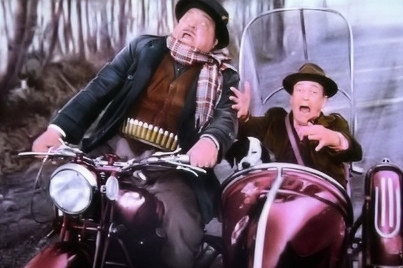
Aldo Fabrizi et Totò dans le side-car avant l'accident.

- Totò (VF : Fred Pasquali) : Torquato Pezzella, directeur du magasin de tissus
- Aldo Fabrizi (VF : Serge Nadaud) : Fabio Topponi, le contrôleur fiscal polyvalent
- Louis de Funès (VF : lui-même) : Ettore Curto, conseiller fiscal
- Anna Campori (VF : Lita Recio) : Dora Pezzella
- Miranda Campa : l'épouse de Fabio
- Luciano Marin (VF : Jacques Thebault) : Augustin "Tino" Pezzella
- Ciccio Barbi : le brigadier Baldi
- Anna-Maria Bottini : Mara
- Cathia Caro (VF : Martine Sarcey) : Laura, la fille de Topponi
- Jacques Dufilho (Version française uniquement) : le directeur de la prison
- Elena Fabrizi : une infirmière
- Ignazio Leone : le garde-champêtre
- Fernand Sardou (VF : lui-même) : Ernesto Topponi, l'oncle de Laura
- Jean Bellanger (Version française uniquement) : le gardien de prison
- Miranda Campa : l'épouse de fabio
- Nando Bruno : l'ivrogne
- Piera Arico : la vendeuse de Pezzella
- Gianna Cobelli : une cliente
- Mario Corbelli
- Cesare Fantoni (VF : Roger Treville) : le père Ignace
- Lamberto Antinori
- Mario Meniconi :le livreur
- Anna Maria Bottini

## Voix françaises
- Claude Peran (mr Bianchi)
- Fernand Fabre (Directeur de la brigade polyvalente)

## Autour du film
- Comme souvent dans les coproductions de l'époque, Louis de Funès a intégralement donné la réplique à ses partenaires italiens en énonçant un texte français.
- Plus courte que la version originale italienne d'une douzaine de minutes, la copie destinée au circuit français inclut par ailleurs un certain nombre de séquences alternatives et additionnelles avec Louis de Funès, comme celles illustrant son séjour en prison où il croise Jacques Dufilho, totalement absentes de la copie italienne. De ce fait, les deux versions totalisent à peine plus de 70 minutes de métrage en commun.